# Nowy Dwór (Morąg)
Nowy Dwór est un village polonais de la voïvodie de Varmie-Mazurie, dans le powiat d'Ostróda.